# Harry Williams (sångtextförfattare)
Harry Hiram Williams, född den 23 augusti 1879, död den 15 maj 1922, var en amerikansk kompositör och sångtextförfattare. Hans första hit var "In the Shade of the Old Apple Tree" (musik av Egbert Van Alstyne) 1905. 1912 skrev han "It's a Long, Long Way to Tipperary" (musik av Jack Judge) och 1917 texten till Art Hickmans "Rose Room" (till vilken Fred Astaire och Ginger Rogers dansade i filmen The Story of Vernon and Irene Castle, 1939, och som spelats in av bland andra Duke Ellington, Nat King Cole, Benny Goodman och Django Reinhardt).